# Trimeresurus yunnanensis
Trimeresurus stejnegeri yunnanensis là một loài rắn trong họ Rắn lục. Loài này được Schmidt mô tả khoa học đầu tiên năm 1925.